# Хужамурадов, Джура
Джура Хужамурадов — советский хозяйственный деятель, Герой Социалистического Труда.

## Биография
Родился в 1923 году на территории Бухарской народной советской республики. Член КПСС.
В 1935—1984 — подпасок, чабан, старший чабан совхоза «Большевик» Касанского района Кашкадарьинской области Узбекской ССР.
Указом Президиума Верховного Совета СССР от 22 марта 1966 года присвоено звание Героя Социалистического Труда с вручением ордена Ленина и золотой медали «Серп и Молот».
С 1984 года — персональный пенсионер союзного значения.
Умер в Касанском районе Кашкадарьинской области Узбекистана.

## Награды и звания
- Герой Социалистического Труда (22.03.1966)
- Орден Ленина (06.08.1958, 22.03.1966, 06.09.1973)